# Andrija Blašković
Andrija Blašković, magyarosan: blaskovici Blaskovich András (Ivanic, 1726. november 28. – Zágráb, 1797. március 30.) horvát jezsuita rendi tanár.

## Élete
18 éves korában lépett a rendbe; a bölcseletet és teológiát Bécsben és Grazban tanulta, s felsőbb tanulmányai végeztével a bölcseletet, erkölcsi hittant és egyházjogot tanította Zágrábban. A rend föloszlatása után az irodalomnak élt. Zágrábi lakásán rablók ölték meg.

## Munkái
- Dissertationumi partes IV Zagrabiae, 1781. Ennek uj czímkiadása: Historia universalis Illyrici. Partes IV. Uo. 1794. (Ism. Allg. Liter. Zeit. 1796. 261. sz. Molnár János, M. Könyv-Ház VII. 1795. 65.)
- Gedeonis L. B. a Laudon vitae rerumque gestarum compendium. Uo. 1792.

Kézirati műveit elősorolja Horányi Elek.